# 데이비드 커클랜드
데이비드 커클랜드(David Kirkland, 1878년 11월 26일 ~ 1964년 10월 27일)는 미국의 배우, 각본가, 영화배우, 영화 감독이다.
샌프란시스코에서 태어났으며 로스앤젤레스에서 사망하였다.

## 영화
- 윌풀 앰브로즈 (1915년)